# Primera Batalla de Clusio
La batalla de Clusio ocurrió en junio de 82 a. C. entre las tropas populares de Gneo Papirio Carbón y las optimates de Lucio Cornelio Sila, dentro del marco de la primera guerra civil.

## Contexto histótico
Para la campaña del 82 a. C., los populares se habían dividido en dos frentes: el del norte, comandado por Carbón, y el del sur, comandado por Cayo Mario. Este último había sido derrotado por Sila en la batalla de Sacriporto y sitiado en Preneste, por lo que Roma había caído en manos de los optimates. Luego, la guerra se había trasladado a Etruria, donde habría un combate de caballería, aunque sin muchas consecuencias, junto al río Glanis, saliendo Sila vencedor.

## Batalla
Según Apiano, ambos ejércitos se encontraron en las cercanías de Clusio, y tras una lucha encarnizada, se separaron al venir la noche. Parecería, pues, que el resultado fue un empate, pero Theodor Mommsen afirma:

La victoria quedó indecisa, o más bien la obtuvo Carbón, pues detuvo la marcha triunfante de su adversario